# فریغونیان
فَریغونیان یا آلِ فَریغون، سلسلهٔ کوچکی از فرمانروایان آریایی بودند که از حدود ۲۷۹ق/۸۹۲م تا ۴۰۱ق/۱۰۱۰م بر ناحیه جوزجان (گوزگان) و پیرامون آن حکمرانی کردند. این فرمانروایان در بیش‌تر دوران حکومت خود تحت حمایت سامانیان بودند و سرانجام به دست سلطان محمود غزنوی منقرض شدند.

## پیشینه تاریخی
واژهٔ فریغون آن سان که از اسناد تاریخی بر می‌آید، در حوزهٔ جغرافیایی شمال افغانستان کنونی تا خوارزم و ماوراءالنهر رواج داشته‌است. نویسندهٔ حدودالعالم که اثر خود را در ۳۷۲ق/۹۸۲م نوشته و آن را به ابوالحارث محمدبن احمد مشهورترین فرمانروای این سلسله تقدیم داشته، می‌گوید که پادشاهان کنونی گوزگانان از اولاد فریدون (پادشاه افسانه‌ای ایران باستان) اند.
تشابه نام فریغون با فریدون و گفتار نویسندهٔ حدودالعالم مایهٔ آن شده که برخی از خاورشناسان گفته‌اند اگر پیوندی میان فریغونیان و خوارزمیان در کار باشد، می‌توان سلسلهٔ نسب آنها را به فریدون پیشدادی یا سیاووش کیانی رساند (مینورسکی. ۱۷۴).
باسورث پادشاهان افریغی را که در خوارزم حکومت می‌کرده‌اند، با فریغونیان گوزکان مرتبط می‌داند (ایرانیکا، ذیل آل فریغون). اینکه در پاره‌ای از متون نام افریغیان خوارزم به صورت آل فریغون کاث درآمده، می‌تواند تأییدی بر نظریهٔ مذکور باشد (نک‍: آل عراق). شواهد دیگری در دست است که افراد برجستهٔ دیگری نیز به نام فریغون یا ابن فریغون مشهور بوده‌اند.
به گمان مینورسکی، نویسندهٔ حدودالعالم همان کسی است که اثر دائرةالمعارف مانندِ جوامع العلوم را در نیمهٔ نخست سدهٔ ۴ق/۱۰م به زبان عربی نگاشته‌است. نام این مرد، ابن فریغون یا شعبابن فریغون بوده‌است. او به گفتهٔ مینورسکی نوهٔ یکی از فرمانروایان فریغونی بوده یا با آنان نسبتی داشته (خدیو جم، ۱۵۲). گرچه از مطالب یاد شده نمی‌توان به نتیجهٔ مشخّصی رسید، لیکن می‌توان این نکته را دریافت که با پذیرش آیین تازه به حکومت خود ادامه می‌داده‌اند. فرمانروایان گوزگان و خوارزم از این میان بوده‌اند که ظاهراً پیوند خانوادگی نیز با هم داشته‌اند. از کسان دیگری که به این نام شهرت داشته‌اند، باید از افریغون بن محمد جوالیقی نسفی (زنده در ۴۳۸ق/۱۰۴۶م) نام برد که از او در کتاب منتخب القند فی تاریخ سمرقند اثر محمدبن عبدالجلیل سمرقندی یاد شده‌است (قزوینی. ۶/۱۱۱).
انتساب دسته‌ای از فرمانروایان قدیم خوارزم (افریغیان کاث) به فریغون و نامیده شدن آنان به «آل فریغون کاث» این گمان را برای برخی مورخان قدیم و پژوهشگران معاصر پدیدآورده که فریغونیان گوزگان همان فرمانروایان آل مأمونند که پس از خوارزمشاهیان قدیم (آل عراق) حکومت خوارزم را در دست گرفته‌اند.
حمدالله مستوفی هنگام سخن گفتن از پادشاهیِ نوح بن نصر سامانی از مأمون فریغون یعنی کسی که ابوعبدالله خوارزمشاه را کشت و سراسر خوارزم را به تصرف خود درآورد، یاد کرده‌است (ص ۳۸۶). بی‌گمان منظور وی از این شخص ابوالعباس مأمون بن محمد از تبار آل مأمون خوارزم بوده‌است.
همچنین قاضی احمد غفاری نویسندهٔ جهان‌آرا به‌طور کلی آل مأمون و فریغونیان را یکی پنداشته‌است. این اشتباه در پاره‌ای از کتب مرجع و مورد استفادهٔ متأخر نیز راه یافته‌است.
از آغاز پادشاهی این سلسله اطلاع درستی در دست نیست. طبری هنگام نقل رویدادهای سال ۹۰ق/۷۰۹م از گوزگانی، شاهِ گوزگان، نام برده و همکاری او را با طَرخان نیز که در برابر قُتَیبه بن مسلم، فرمانده سپاهیان عرب، یاد کرده‌است (۸/۱۲۰۶). در ذکر رویدادهای ۱۱۹ق/۷۳۷م نیز نامی از گوزگان در ارتباط با همین وقایع برده‌است (۱۰/۴۲۰۱). ابن خردادبه به حاکم گوزگان لقب «گوزگان خدا» داده‌است. احتمال دارد که این فرد از نیاکان سلسلهٔ فریغونیان باشد. نخستین نویسنده‌ای که فصل جداگانه‌ای از کتاب خود را به این خاندان اختصاص داده، ابونصر عُتْبی است. وی تنها نام ۲ تن از فرمانروایان این سلسله را آورده و گفته‌است که در سراسر روزگار فرمانروایی سامانیان، ولایت گوزگان در دست فریغونیان بوده‌است (صص ۲۹۴، ۲۹۵).

## گوزگان و محدودهٔ جغرافیایی آن
در بیش‌تر کتابهای جغرافیایی که در جهان اسلام نوشته شده، نامی از آن برده شده یا بخش جداگانه‌ای بدان اختصاص یافته‌است. ابن واضح یعقوبی که اثر خود را در حدود ۲۷۹ق/۸۹۲م نوشته، مرکز گوزگان را شهر «اَنبار» دانسته و گفته‌است که والیان در آنجا هستند. او جایگاه پادشاهان جوزجان را شهرهای کندرم و قرزمان (گرزوان کنونی) دانسته‌است (ص ۶۳).
مؤلف حدودالعالم حدود آن را چنین بیان می‌کند: از مشرق به بلخ و تُخارستان تا حدود بامیان، از جنوب به آخر حدود غور و مرز بُست، از مغرب به غَرْجِسْتان و قصبهٔ بشین تا حدود مرو و از شمال تا حدود جیحون (ص ۹۵). وی از نواحی و شهرهای زیر نیز در این ولایت نام برده‌است: ربوشاران، درمشان، تمران، تمازان، ساروان، مانشان، طالقان، جهودان، باریاب (پاریاب)، نریان، کرزوان، کندرم، ابنیر (صص ۹۵–۹۷). طبق نوشتهٔ این کتاب، شهر جهودان (یهودیه) پایتخت فرمانروایان آل فریغون بوده‌است (ص ۹۷)؛ لیکن ابن حوقل که اثر خود را پیش از حدود العالم نوشته، شهر «اَنبار» را بزرگ‌ترین شهر این ناحیه دانسته و گفته‌است که آل فریغون زمستان‌ها در این شهر اقامت می‌کنند (ص ۱۷۷).
مقدسی همانند نویسندهٔ حدودالعالم یهودیه را مرکز ولایت گوزگان دانسته، ولی شهرهای آنجا را کم جمعیت یا باجمعیت اندک توصیف کرده‌است (ص ۴۳۳). وی بجز یهودیه، از شهرهای انبار، برزوزؤ فاریاب، کلان و شورقان نام برده‌است. مقدسی در جای دیگر کتاب خود ضمن توصیف راه‌های آنجا، راه یهودیه (پایتخت آل فریغون) تا رباط افریغون را دارای ۴ مرحله دانسته‌است (ص ۵۰۸). رباط یاد شده ظاهراً از بناهای یکی از فرمانروایان نخستینِ این خاندان بوده‌است.
اصطخری ضمن اینکه از یهودیه به سان مرکز گوزگان یاد کرده، شهر انبار را بزرگ‌ترین شهر و اقامتگاه پادشاهان این سرزمین به‌شمار آورده‌است (صص ۲۱۳–۲۱۴).
در افغانستان کنونی، در این حدود، ولایت‌های جوزجان، سرپل و فاریاب وجود دارد که مرکز ولایت جوزجان شهر شَیُرغان، مرکز ولایت سرپل شهر سرپل که در قدیم انبار نام داشته و مرکز فاریاب شهر میمنه است که در قدیم یهودیه نام داشته‌است.

## فرمانروایان شناخته شده
از آغاز فرمانروایی این سلسله و زمان تأسیس آن اطلاع قطعی در دست نیست. عتبی تنها از فرمانروایان پایانیِ این خاندان نام برده و اندکی از احوال آنها را به دست داده‌است. لیکن با بهره‌وری از دیگر مآخذ به‌ویژه نوشته‌های نرشخی، گردیزی و بیهقی و نیز پژوهشهای خاورشناسان به‌ویژه مینورسکی و باسورث می‌توان نسب‌نامهٔ زیر را برای آنها پیشنهاد کرد.
۱. احمدبن فریغون (حک‍ ح ۲۷۹ق/۸۹۲م)، نخستین فرمانروایی است که نام او در منابع یاد شده‌است. نرشخی که اثر خود را در همین روزگار نوشته، پاره‌ای از رویدادهای روزگار فرمانروایی وی را در ارتباط با قدرت یافتن سلسلهٔ سامانیان یاد کرده‌است. طبق نوشتهٔ او، هنگامی که ماوراءالنهر به تصرف امیراسماعیل سامانی درآمد و حکومت او از جانب ابوالعباس احمد معتضد خلیفهٔ عباسی تنفیذ شد، عمرولیث نامه‌هایی به ابوداوود فرمانروای بلخ، احمدبن فریغون فرمانروای گوزگان و امیر اسماعیل سامانی فرمانروای ماوراءالنهر نوشت و همگی را به فرمانبری خواند. احمدبن فریغون و ابوداوود فرمان وی را گردن نهادند، لیکن امیر اسماعیل سامانی زیر بار او نرفت و آمادهٔ کارزار شد (صص ۱۱۹، ۱۲۰). در نبردی که روی داد، عمرولیث شکست خورد و از همین زمان گوزگان همراه با برخی از ناحیه‌های شمالی خراسان به زیر نفوذ سامانیان درآمد.
احمدبن فریغون ظاهراً دارای ثروت هنگفتی بوده‌است، چنان‌که نوشته‌اند در شب نوروز در طویلهٔ اسبان او هزار کرهٔ زاغ چشم زاده شده‌است. (عنصرالمعالی، ۹۰۰). از پایان زندگانی این فرمانروا اطلاعی در دست نیست.
۲. ابوالحارث محمدبن احمدبن فریغون (حک‍ در نیمهٔ سدهٔ ۴ق/۱۰م). در ترتیب و نام افرادی که پس از احمدبن فریغون به فرمانروایی گوزگان نشسته‌اند، تردیدهایی است. برحسب اطلاعاتی که از حدودالعالم بر می‌آید و گردیزی نیز به گونهٔ ضمنی آن را تأیید کرده (ص ۳۶)، پس از احمد، فرزند او ابوالحارث محمدبن احمدبن فریغون به قدرت رسیده‌است. لیکن عتبی نامی از این مرد نبرده‌است. مینورسکی با اندکی مسامحه، به استناد نظر بارتولد و مارکوارت، وی را با البوالحارث احمدبن محمد (فرمانروای بعدی) یکی انگاشته تلویحاً اشتباه را از سوی عتبی دانسته‌است (حدودالعالم، ۷؛ مینورسکی، ۱۷۶). ابونصر عتبی در جای دیگرِ کتاب خود از ابوالحارث فریغونی نام برده، لیکن مشخصات بیش‌تری از او به دست نداده‌است (صص ۱۰۴–۱۰۶). برخی از پژوهشگران ایرانی و نیز باسورث، همراه با تردید در گفته‌های عتبی، این دو را دو حکمران مستقل از هم دانسته‌اند.
۳. ابوالحارث احمدبن محمد. عتبی در فصلی از کتاب خود که آن را به فریغونیان اختصاص داده، تنها از این مرد نام برده و او را برجسته‌ترین فرمانروای این خاندان به‌شمار آورده‌است (ص ۲۹۴). به استناد نوشته‌های عتبی که مورخان بعدی همچون ابن اثیر و رشیدالدین فضل‌الله همدانی آن را عیناً بازگو کرده‌اند، ابوالحارث احمدبن محمد به هنگام سلطنت نوح بن منصور سامانی در گوزگان حکومت داشت و دوران فرمانروایی او مقارن با قدرت‌گیری غزنویان گردید. وی بدین لحاظ برای تثبیت موقعیت خود ضمن اینکه از سامانیان فرمان می‌برد، با سبکتکین غزنوی و فرزند او محمود ــ که هنوز در زیر فرمان امیران سامانی بودند ــ نیز نزدیک شد و در اثر همین ارتباطها دختر خود را به فرزند سبکتکین داد و یکی از دختران او را به ازدواج فرزندش ابونصر درآورد (صص ۲۹۴، ۲۹۵).
در ۳۸۳ق/۹۹۳م فایق، فرمانده شورشی لشکر سامانیان، به سوی بلخ و ترمذ گریخت و درصدد برآمد که لشکری فراهم آورد و بر ضد نوح بن منصور قیام کند. نوح به ابوالحارث فریغونی مأموریت داد که به جنگ فایق برود، لیکن لشکریان وی از فایق شکست خوردند و فایق بعد از اینپ یروزی به بلخ رفت (عتبی، ۹۳؛ ابن اثیر، ۹/۹۹). سرانجام فایق با ابوعلی سیمجوری ـ شورشیِ دیگر ـ پیمان اتحاد بست. این‌بار نوح ابن منصور شخصاً از بخارا بیرون آمد و لشکری انبوه گرد آورد و امیران محلی خراسان همچون ابوالحارث فریغونی به او پیوستند. در جنگی که روز سه‌شنبه نیمهٔ رمضان ۳۸۴ق/۲۳ اکتبر ۹۹۴م روی داد، سرداران مذکور شکست خوردند و گریختند (عتبی، ۱۰۴، ۱۰۵؛ گردیزی، ۳۷۲، ۳۷۳؛ بیهقی، ۲۰۰؛ خواندمیر، ۲/۳۶۷). درگذشت او را احتمالاً می‌توان میان ۳۸۵–۳۹۰ق/۹۹۵–۱۰۰۰م دانست.
۴. ابونصر احمد یا محمد (د ۴۰۱ق/۱۰۱۰م). پس از درگذشت ابوالحارث احمدبن محمد، فرزندش ابونصر بر جای پدر نشست (عتبی، ۲۹۵). تاریخ جلوس او مشخص نیست. ابن اثیر در ذکر رویدادهای ۳۸۹ق/۹۹۹م دربارهٔ سلطان محمود غزنوی و آل فریغون مطالبی بیان داشته، لیکن نام فرمانروایان را معلوم نکرده‌است و از این‌رو نمی‌توان فردی را که در آن سال فرمان می‌رانده به درستی باز شناخت. حدس باسورث مبنی بر اینکه احتمالاً پیش از ابونصر یکی دیگر از افراد این خاندان به نام فریغون بن محمد از سوی سلطان محمود در ۳۹۴ق/۱۰۰۴م در گوزگان فرمانروایی داشته، با گفته‌های عتبی نمی‌خواند، چه وی صریحاً جانشینی ابونصر را به جای پدرش ابوالحارث احمد گزارش کرده‌است. ابونصر در دوران حکومت خود مورد اعتماد سلطان محمود بود. در جنگی که میان محمود و ایلک خان رخ داد، سلطان غزنوی قلب لشکر را به ابونصربن احمد و امیر نصر برادرش سپرد. این جنگ با شکست ایلک خان پایان پذیرفت (همو، ۲۸۶–۲۸۷). ابونصر در ۴۰۱ق/۱۰۱۰م درگذشت (همو، ۲۹۵؛ ابن اثیر، ۹/۲۲۵). از سرنوشت افراد این خاندان پس از درگذشت ابونصر، خبر دقیقی در دست نیست. با مرگ وی باید دوران فرمانروایی این دودمان را پایان یافته دانست.
بیهقی در ضمن شرح رویدادهای ۴۰۱ق/۱۰۱۰م از فریغونی دیگر به نام حسن یاد می‌کند که همنشین فرزندان سلطان محمود یعنی محمد و مسعود بوده‌است (ص ۱۱۲). ظاهراً این فرد باید فرزند ابونصر باشد. اگر او پس از پدر ادعای جانشینی وی را داشته، نبایست به جایی رسیده باشد.
از دیگر افراد وابسته به این خاندان باید از فریغون بن محمد نام برد. به نوشتهٔ عتبی (ص ۱۹۷) سلطان محمود غزنوی او را در ۳۹۴ق/۱۰۰۴م، به جنگ آخرین بازماندهٔ سامانیان، اسماعیل بن نوح، فرستاد. این مرد را، برخلاف پندار پاره‌ای از پژوهشگران، نمی‌توان در جدول فرمانروایان فریغونی جای داد. سلطان محمود پس از درگذشت ابونصر فریغونی، فرزند خود ابواحمد محمدبن یمین‌الدوله را ـ که داماد ابونصر نیز بود ـ به جای او به فرمانروایی گوزگان برگماشت (همو، ۳۶۸–۳۶۹). باری، تاریخ واقعی برافتادن فریغونیان همان ۴۰۱ق/۱۰۱۰م است. محمدبن محمود نیز تا پایان عمر پدر در گوزگان فرمان راند.

## اوضاع اجتماعی و اقتصادی
گوزگان در دوران فرمانروایی آل فریغون ولایتی آباد و پررونق بود. مؤلف حدودالعالم در میان صادرات آنجا از نمد، حَقیبه، تنگِ اسب، زیلو و پلاس یاد کرده‌است (ص ۹۵). وی در شهرها و روستاهای کوچک این ولایت نشانی از کانی‌های زر، سیم، آهن، سرب، و سنگ سرمه را نیز به دست داده‌است (ص ۹۶).
ابن حوقل در توصیف شهر شبورقان، از جمله شهرهای گوزگان، می‌گوید که میوه‌هایش به جاهای دیگر برده می‌شود. وی می‌افزاید که این ولایت ناحیه‌ای فراخ نعمت با کالاهای تجارتی از جمله پوست دباغی شده‌است که آن را به خراسان و ماوراءالنهر می‌برند (ص ۱۷۷).
از گوزگان به دلیل اهمیت بازرگانی که پیدا کرده بود، راه‌هایی به دیگر شهرها و ولایات ایجاد شده بود. ابن واضح یعقوبی از راه بلخ به گوزگان و گوزگان به فاریاب نام می‌برد که ۵ منزل بوده‌است (ص ۶۳). اصطخری نیز برخی از راه‌هایی را که از گوزگان به دیگر جاها می‌رفته، وصف کرده و نکته‌هایی نیز دربارهٔ کشاورزی و صنایع‌دستی در این ولایت بیان داشته‌است (صص ۱۲۹، ۲۱۳–۲۱۴).

## هنر و فرهنگ
فرمانروایان فریغونی توجه بسیاری به گسترش دانش و فرهنگ می‌کردند و دانشمندان را می‌نواختند. نخستین کتاب جغرافیا به زبان پارسی، حدودالعالم من المشرق الی المغرب، به تشویق یکی از افراد این سلسله، ابوالحارث محمد، و هم به نام او نوشته شد. نام مؤلف این کتاب معلوم نیست، اما مینورسکی در تعلیقاتی که بر ترجمهٔ همین کتاب نوشته نام او را، به احتمال، ابن فریغون و از افراد همین خاندان دانسته‌است. این کتاب در ۳۷۲ق/۹۸۲م نوشته شده و یکی از نخستین آثار بر جای ماندهٔ زبان پارسی است. تألیف این کتاب در دورانی که زبان پارسی رونق چندانی نداشته، نشانه‌ای از میهن‌دوستی امیران فریغونی است.
از دانشمندان دیگری که با آل فریغون پیوند داشته‌اند، می‌توان ابوالفضل احمدبن حسین بدیع‌الزمان همدانی را نام برد که مدتی را در دربار آنان گذراند و نامه‌هایی به برخی از فرمانروایان فریغونی نوشت (عتبی، ۲۹۵؛ ثعالبی، ۴/۲۷۵). همچنین ابوالفتح بُستی چکامه‌هایی در ستایش این امیران سروده‌است (عتبی، ۲۹۷). ابن اثیر نیز از توجه این خاندان به دانشمندان و بزرگان یاد کرده‌است (۹/۲۲۶).
چنان‌که یاد شد مینورسکی، شعیابن فریغون، مؤلف کتاب جوامع العلوم را که دائرةالمعارف مختصری به زبان عربی است نیز از وابستگان به این خاندان دانسته‌است. لیکن پژوهشهای تازه این نظر را رد می‌کند. بر پایهٔ این پژوهشها، جوامع العلوم برای امیر ابوعلی احمد بن محمدبن مظفر از امرای آل محتاج تألیف شده‌است (ایرانیکا، ذیل آل فریغون).
وابستگان این خاندان به پیروی از امیران خود، حامی دانشمندان بودند. اصطخری از جعفربن سهل بن مرزبان دبیر و نویسندهٔ ابوالحارث بن فریغون که از خاندان آل مرزبان شیراز بوده، نام برده‌است (ص ۱۲۹). ابن حوقل نیز صفحه‌ای از کتاب خود را به او اختصاص داده و از دانایی و کرامت و بزرگواریهای او توصیف شایسته‌ای کرده‌است. وی می‌گوید که جعفربن سهل، افزون بر اینکه نیازمندان را می‌نواخت، با نامه نوشتن و دلجویی از دیگران نیز جمعی را خشنود نگه می‌داشت. او با ساختن رباطها و وقف کردن املاکی بر آن، از رهگذران پذیرایی می‌کرد (صص ۲۵۶، ۲۵۷). این جعفربن سهل در زمانی که ابن حوقل کتاب خود را می‌نوشته (ح ۳۳۱ق/۹۴۲م) زنده و بر سر کار بوده و احتمالاً وی را نواخته‌است.